# Guerra Zhili-Anhui
La guerra Zhili-Anhui fue un conflicto que tuvo lugar en la República de China en 1920, durante la época de los caudillos militares, entre la camarilla de Zhili y su rival la camarilla de Anhui por el control del gobierno de Beiyang.

## Preludio

### El problema del sur
Las tensiones entre las dos facciones se agudizaron durante la Guerra de Protección de la Constitución de 1917. Duan Qirui, dirigente de la camarilla de Anhui, prefería la agresión contra los rebeldes del Sur y, tras convertirse en ministro de exteriores, (en chino, 国务 总理; pinyin, Guwuyuan Zongli) abogó por una solución militar a la separación del sur. Su plan era liberar el sur de China de los caudillos rivales y unificarla. La camarilla de Zhili favorecía por su parte el compromiso y las negociaciones, con la esperanza de atraer a los caciques militares del sur mediante apoyo financiero y político. Duan se negó a reconocer los esfuerzos de Zhili y favoreció a sus propios oficiales y partidarios políticos sobre los demás, desanimando el avance de las tropas de Zhili en el sur, que no veían ventaja al enfrentamiento. 

### Avance en el norte y acuerdo con Japón
Después de formar un ejército en la práctica privado gracias los llamados "préstamos Nishihara" y las entregas de armamento durante la Primera Guerra Mundial por parte de Japón, Duan lo usó para ocupar la Mongolia Exterior y poner bajo el control de su camarilla las provincias del noroeste chino. Al sentirse amenazada por el avance en la vecina Mongolia, la camarilla de Fengtian, que controlaba Manchuria, se alió con la camarilla de Zhili y comenzó a negociar con los caudillos militares del sureste de China, que se habían visto amenazados por los ejércitos de Duan.
La camarilla de Zhili había presenciado con preocupación el aumento territorial de su rival que, tras tomar el control de las provincias del noroeste, prácticamente rodeaba sus territorios, al controlar también las provincias de Sichuan, Hunan, Anhui, Zhejiang y Fujian, y haber tratado, sin éxito, de tomar también Henan.
Entre la ciudadanía el prestigio de la camarilla de Anhui había menguado grandemente por la impopularidad del respaldo japonés y el resultado de las conversaciones de paz de Versalles, que entregaban las concesiones alemanas en Shandong a Japón, sostén de Duan. La insatisfacción por este resultado tras la entrada en guerra por la insistencia de la camarilla de Anhui dio pie al nacimiento de las protestas conocidas como Movimiento del Cuatro de Mayo, que sus rivales de la camarilla de Zhili utilizaron con habilidad, acusando al gobierno de complicidad con Japón. Aprovechando la indignación popular, Wu Peifu, principal comandante de la camarilla de Zhili, llevó a cabo una campaña de telegramas para desprestigiar a Duan y a sus seguidores, exigiendo el fin de acuerdo armamentístico con Japón, la rescisión de los créditos y la retirada de las negociaciones en París, medidas muy populares que reforzaron su posición frente a Duan. Acusó también al gobierno de ser incapaz de negociar con el gobierno rebelde de Cantón, impidiendo así la reunificación del país, recabando el apoyo de los gobernadores militares del Yangtsé.

### Retirada de Wu Peifu
En noviembre de 1919 Wu Peifu se reunió con representantes de Tang Jiyao y Lu Rongting (caudillos militares del sur) en Hengyang, que había tomado recientemente en su campaña contra el sur, donde firmaron un acuerdo titulado "Borrador del Ejército Aliado de Salvación Nacional" (en chino, 救国 同盟 军 草 约). Este fue la base de una alianza contra la camarilla de Anhui. 
Durante el invierno de 1919 el gobierno, con partidarios de Duan y de sus rivales, sufrió una larga crisis cuando Duan trató de deshacerse del primer ministro. Ante la advertencia de Zhang Zoulin Duan cedió temporalmente, pero en marzo de 1920 indicó al primer ministro su deseo de que dimitiese, resurgiendo la crisis entre las facciones militares que se encontraban entre los distintos miembros del gabinete. Duan se retiró a las cercanías de la capital, señalando la retirada de su apoyo al gobierno y precipitando la crisis.
En abril de 1920, durante su visita a un servicio conmemorativo en Baoding por los soldados caídos en Hunan, el antiguo candidato presidencial Cao Kun, cabeza de la camarilla de Zhili, logró el apoyo de más caudillos militares a la alianza contra la camarilla de Anhui, incluyendo a los caciques de Hubei, Henan, Liaoning, Jilin, Heilongjiang , Jiangsu, Jiangxi y Zhili. El conflicto se hizo público cuando los dos bandos comenzaron a desplegar sus tropas para el inminente enfrentamiento.
En la primavera de 1920, Wu, que había vencido parcialmente a los partidarios del gobierno del sur en Henan pero que no había visto recompensada su victoria con el gobierno militar de la provincia, comenzó a retirarse tras haber llegado a un acuerdo con sus anteriores rivales, viendo que la continuación de las hostilidades sólo convendría a la camarilla de Anhui y alegando la necesidad de detener los combates para poder hacer frente al avance japonés en Shandong. El 25 de mayo de 1920 se retiró de Hengyang, acordando su entrega directamente con gobierno de Cantón. Las tropas fieles a Duan no pudieron retener la ciudad, que cayó efectivamente en manos del Guomindang a finales de junio.
El mismo mes de mayo el primer ministro se ofreció a dimitir para calmar a Duan y recomponer el consenso entre los caudillos militares, sin éxito.
El 12 de junio de 1920, con sus tropas ya en Henan, camino al norte, Wu denunció al gobierno controlado por Duan, solicitando el apoyo de las organizaciones patrióticas y abogando por el restablecimiento de la constitución.

### El telegrama de Baoding

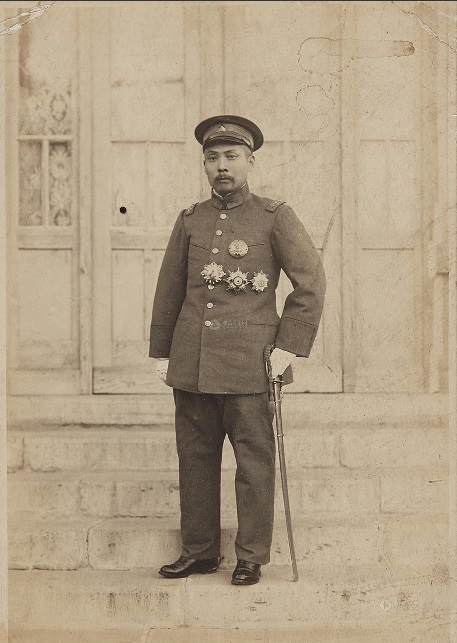
Duan Qirui, caudillo de la camarilla de Anhui, derrotado en su enfrentamiento con sus antiguos socios pero rivales de la camarilla de Zhili.

Varios generales de Zhili y Fengtian como Cao Kun, Zhang Zuolin, Wang Zhanyuan, Li Shun, Chen Guangyuan, Zhao Ti o Ma Fuxiang acordaron un programa para derrocar a la camarilla de Anhui en una conferencia secreta en Baoding (Wade-Giles, Paoting) el 23 de junio de 1920.
Enviaron a continuación un telegrama de recibió el nombre de "telegrama de Paoting-fu", el 12 de julio de 1920, exigiendo al presidente Xu Shichang la destitución de Xu Shuzheng, gobernador del noroeste y comandante de la expedición a Mongolia. En esto lograron el respaldo de británicos y estadounidenses. 
Duan contraatacó forzando al presidente a retirar a Wu su mando de la III división y convocando una conferencia militar con el fin de prepararse para la guerra con las dos camarillas rivales. En el último momento Duan envió un emisario para tratar de evitar el enfrentamiento mediante un acuerdo con el dirigente principal de la camarilla de Zhili, Cao Kun, sin conseguirlo.

## Estrategias de ambos bandos
A principios de julio de 1920, la camarilla de Anhui reunió cinco divisiones y cuatro brigadas combinadas y creó el llamado Ejército Nacional de Estabilización (en chino, 定 国 军), con Duan Qirui a la cabeza como comandante en jefe. El ejército estaba formado en realidad por las tropas que Duan había formado gracias a los préstamos japoneses para formar una fuerza que pudiese participar en la Primera Guerra Mundial. El 5 de julio de 1920 ordenó su acercamiento a la capital.
Desplegado en dos frentes, el occidental comprendía la región de Zhuozhou, Laishui (en chino, 涞 水) y Gu'an (en chino, 固安), mientras que el frente oriental incluía las regiones de Liang (en chino, 梁) y el Templo del Polo Norte (en chino, 北极 庙; pinyin, Beijimiao), justo al oeste de la Aldea del Álamo (en chino, 杨).
Los de Zhili y sus aliados reunieron una división y nueve brigadas combinadas para formar su propio ejército, el "Ejército para la Represión de los Traidores" (en chino, 讨逆 军), con Wu Peifu a la cabeza. Este ejército también se desplegó en dos frentes, el oriental alrededor de la Aldea del Álamo (en chino, 杨), y el occidental en la región de Gaobei (en chino, 高 碑). Mientras tanto (10 de julio de 1920), Zhang Zuolin ordenó que un destacamento de sus tropas avanzase hasta Shanhaiguan, tomando posiciones en la Fábrica del Caballo (en chino, 马 厂; pinyin, Machang) y Junliangcheng (en chino, 军粮城). Las tropas aliadas avanzaban hacia la capital a lo largo de los dos principales ferrocarriles, la línea Pekín-Hankou y la línea Pekín-Tianjin.

## El enfrentamiento
El 14 de julio de 1920 el ejército de Anhui atacó simultáneamente al ejército Zhili en los dos frentes. Las fuerzas de Zhili se vieron obligadas a abandonar Gaobei (en chino, 高 碑) y a replegarse. Dos días más tarde, con la ayuda de las tropas japonesas, el ejército de Anhui también tuvo éxito en la toma de la Aldea del Álamo obligando a las tropas de Zhili a formar una segunda línea de defensa en la región de Beicang (en chino, 北 仓). En este lugar se detuvo finalmente el avance del ejército de Anhui.
El 17 de julio de 1920 Wu Peifu tomó el mando personalmente del frente occidental del ejército Zhili, realizando una maniobra audaz de flanqueo del enemigo y tomando el cuartel general del ala occidental de Anhui. Logró capturar al comandante en jefe de este sector Qu Tongfeng (en chino, 曲 同 丰) y a muchos de sus oficiales, incluido el comandante de la primera división del ejército de Anhui. Después de tomar la ciudad de Zhuozhou, Wu persiguió al enemigo en retirada hacia Pekín. Con excepción de la XV división el resto del ejército de Anhui en el frente occidental fue aniquilado. El mismo día el ejército de Fengtian atacó el sector oriental de Anhui. Al enterarse de la derrota en el sector occidental, el comandante del frente oriental de Anhui, el jefe de Estado Mayor Xu Shuzheng, abandonó Langfang huyendo a Pekín, dejando a sus tropas para que se rindiesen ante la fuerza combinada de las camarillas de Fengtian y Zhili que avanzaban a lo largo de la línea de ferrocarril.
El 19 de julio de 1920, Duan Qirui reconoció su derrota y renunció a su cargo. Ese mismo día el presidente Xu Shichang ordenaba un alto el fuego.
El 23 de julio, las fuerzas combinadas de Fengtian y Zhili alcanzaron Nanyuan (en chino, 南苑), a las afueras de la capital, concluyendo así la derrota y rendición de la camarilla de Anhui. El 28 el presidente admitía la dimisión de Duan. Se le permitió retirarse a Tianjin, donde se le unieron numerosos partidarios, mientras sus seguidores en el parlamento abandonaban en masa la capital.

## Conclusión
Poco más de una semana de enfrentamientos llevó a la inesperada derrota de la camarilla de Anhui y la ruptura permanente del Ejército de Beiyang. Wu Peifu recibió el reconocimiento a nivel nacional como el estratega de la victoria de la camarilla de Zhili, mientras que la camarilla de Fengtian, que apenas había proporcionado un apoyo simbólico en la campaña, pudo participar en la formación de un gobierno conjunto. El acuerdo entre ambas camarillas militares duró hasta la Primera Guerra Zhili-Fengtian de 1922. El poder de la camarilla de Anhui, que era la que controlaba principalmente el gobierno hasta ese momento, menguó notablemente, aunque mantuvo el control de ciertas provincias.